# اجعلني
«اجعلني» أو «ميك مي» (بالإنجليزية: ...Make Me) هي أغنية للمغنية الأمريكية بريتني سبيرز، من ألبومها التاسع «قلوري». ويشاركها فيها مغني الراب الأمريكي جي-ايزي.
«ميك مي» صدرت كالأغنية المنفردة الأولى من الألبوم بتاريخ 15 يوليو، 2016. أجواء الأغنية متأثرة بأغاني الار اند بي، مع تدخلات للإيتار في جمل موسيقية. وتتحدث الأغنية عن المطالبة بالرضا الجنسي.
استقبلت الأغنية نقداً ايجابياً، وتجارياً أخذت نجاحاً معتدلاً ووصلت قائمة توب 10 في فنلندا، اليونان، نيوزيلاندا ووصلت إلى قائمة توب 20 في كندا، فرنسا، أسكتلندا والولايات المتحدة وكانت ضمن توب 40 في أستراليا، وكانت توب #17 في قائمة توب 100 في أمريكا بالبيلبورد، وتصدرت قائمة أغاني الرقص.
في يناير 2017، أخذت «ميك مي» شهادة ذهبية بواسطة رابطة تسجيلات الصناعة الأمريكية لبيعها أكثر من 500,000 وحدة. أول نسخة من الفيديو ل«ميك مي» لم يتم طرحها. لاحقاً، تم طرح نسخة أخرى من الفيديو بتاريخ 5 أغسطس 2016. أضافت سبيرز الأغنية إلى برنامجها الغنائي في جولتها "Britney: Piece Of Me" وغنتها مع جي-ايزي لأول مرة في حفل جوائز الام تي في للأغاني المصورة.